# Seggerde
Seggerde este o comună din landul Saxonia-Anhalt, Germania.